# Christine Spielberg
Christine Spielberg (* 21. Dezember 1941 in Niederlungwitz) ist eine deutsche Diplomsportlehrerin und ehemalige Leichtathletin. Die für den SC Karl-Marx-Stadt startende Diskuswerferin stellte 1968 mit 61,64 m einen neuen Weltrekord im Diskuswurf auf – den ersten Weltrekord einer DDR-Werferin.

## Leben
Sie ist die Tochter eines Lokführers und einer Hausfrau. Ihr Vorfahren siedelten sich bereits im 18. Jahrhundert in Oberwürschnitz an und kamen ursprünglich aus der Stadt Stollberg/Erzgeb. Bis 1955 besuchte Christine Spielberg die Grundschule und danach die Allgemeine Berufsschule, wo sie Stenotypistin wurde. 1954 trag sie der Betriebssportgemeinschaft „Wismut“ in Neuwürschnitz bei, wo sie sich mit verschiedenen Sportarten beschäftigte. 1957 warf sie erstmals einen Diskus. Im darauffolgenden Jahr wurde Christine Spielberg zum SC Wismut Karl-Marx-Stadt delegiert. Als Stenotypistin arbeitete sie in einem Objekt der SDAG Wismut.
1959 wurde Christine Spielberg Zweitplatzierte der Deutschen Jugendmeisterschaften im Diskuswurf. In Hannover nahm sie im darauffolgenden Jahr an den Ausscheidungen für die Olympiateilnahme teil.
Auch im Berufsleben qualifizierte sich Christine Spielberg weiter. Von 1960 bis 1962 nahm sie an einem Lehrgang an der Volkshochschule teil, wo sie die Sonderreife mit der Berechtigung zum Hochschulstudium erwarb. 1963 trat sie an der Hochschule für Körperkultur das Studium an mit dem Ziel, Diplom-Sportlehrer zu werden.
Zwischen 1961 und 1964 belegte sie bei Meisterschaften in der DDR im Diskuswurf 4. und 5. Plätze.
1965 erzielte sie als persönliche Bestleistung eine Wurfweite von 54,65 m. Damit errang sie Platz 13 auf der Weltbestenliste. Im darauffolgenden Jahr erweiterte sie diese Weite auf 58,10 m, wodurch sie den 3. Platz der genannten Liste belegte. Christine Spielberg wurde in dieser Zeit Dritte der DDR-Meisterschaften.
Im Jahr 1966 gewann sie bei den Europameisterschaften in Budapest mit 57,76 m vor Liesel Westermann die Goldmedaille im Diskuswurf. Damit war sie die erste Europameisterin des SC Karl-Marx-Stadt und wurde entsprechend mit Auszeichnungen geehrt.
Bei den Olympischen Spielen 1968 in Mexiko-Stadt wurde Spielberg mit 52,86 m Siebte. In Regis-Breitingen bei einem nationalen Leichtathletik-Sportfest der DDR im Artur-Becker-Stadion wurde der Diskus von ihr im Mai 1968 auf eine Weite von 61,64 m geworfen – Weltrekord und der weiteste Diskuswurf ihres Lebens.
1971 belegte Christine Spielberg bei den Europameisterschaften in Helsinki mit 56,20 m den achten Platz.
Christine Spielberg erreichte von 1960 bis 1972 mit einer Ausnahme (1965) immer das Finale der Meisterschaften der DDR im Diskuswurf. Sie wurde nie Meisterin der DDR, ihre besten Platzierungen waren die Vizemeisterschaften in den Jahren 1968, 1971 und 1972.
Für die Olympischen Spiele 1972 in München wurde sie nicht nominiert, obwohl sie die Olympianorm erfüllt hatte. Gemutmaßt wird, dass ausschlaggebend dafür ihre in der BRD lebende Schwester war.
Christine Spielberg war auch eine gute Handballspielerin; sie spielte bei Dynamo Karl-Marx-Stadt (heute Chemnitz) in der DDR-Oberliga.
Bei einer Größe von 1,84 m hatte sie ein Wettkampfgewicht von 87 kg.
Nach ihrem Sportstudium wurde sie Berufsschullehrerin, zu Beginn der 2000er Jahre war sie am Oberstufenzentrum Energietechnik in Berlin-Lichtenberg tätig.

## Ehrungen
- 1965 Meister des Sports
- 1966 Verdienter Meister des Sports
- 1966 Vaterländischer Verdienstorden in Bronze
- 1966 Artur-Becker-Medaille der FDJ in Gold uns Silber[4]